# Zoe Colletti
Zoe Margaret Colletti (* 27. November 2001) ist eine US-amerikanische Schauspielerin.

## Leben
Zoe Colletti hatte 2006 in der Pilotfolge zur Serie American Men eine erste Fernsehrolle. 2010 folgte eine wiederkehrende Rolle als Sophie Young in der Serie Rubicon. Ihr Filmdebüt gab sie 2014 in der Musicalverfilmung  Annie mit Jamie Foxx und Cameron Diaz als Tessie.
2018 war sie im Filmdrama Wildlife von Paul Dano mit Jake Gyllenhaal und Carey Mulligan als Ruth-Ann und in Skin von Guy Nattiv als Desiree zu sehen. In dem von Guillermo del Toro mitproduzierten Horrorfilm Scary Stories to Tell in the Dark von Regisseur André Øvredal hatte sie 2019 eine Hauptrolle als Stella Nicholls.  Im selben Jahr spielte sie in der Serie City on a Hill die Rolle der Benedetta Rohr.
In der sechsten Staffel der Horrorserie Fear the Walking Dead gehörte sie 2020/21 als Dakota zur Hauptbesetzung. An der Seite von Lana Condor übernahm sie in der im Juli 2022 auf Netflix veröffentlichten Comedy-Serie Boo, Bitch die Rolle von deren Freundin Gia. In der im Dezember 2023 auf Apple TV+ veröffentlichten Actionkomödie The Family Plan mit Mark Wahlberg und Michelle Monaghan verkörperte sie deren Filmtochter Nina Morgan.
In den deutschsprachigen Fassungen wurde sie unter anderem von Magdalena Montasser (The Family Plan), Angelina Geisler (City on a Hill und Fear the Walking Dead), Gioia Iannacone (Sprechstimme) und Julia Scheeser (Gesang) in Annie, Derya Flechtner  (Skin), Leslie-Vanessa Lill (Scary Stories to Tell in the Dark) sowie von Emilia Raschewski (Ein Junge namens Weihnacht) synchronisiert.

## Filmografie (Auswahl)
- 2006: American Men (Fernsehfilm)
- 2010: Mercy – I Saw This Pig and I Thought of You (Fernsehserie)
- 2010: Past Life – Running on Empty (Fernsehserie)
- 2010: Rubicon (Fernsehserie, 4 Folgen)
- 2014: Annie
- 2015: Nerd Herd (Fernsehfilm)
- 2018: Lucy in the Sky (Kurzfilm)
- 2018: Skin
- 2018: Wildlife
- 2019: City on a Hill (Fernsehserie, 7 Folgen)
- 2019: Scary Stories to Tell in the Dark
- 2019: Law & Order: Special Victims Unit – Romeo und Julia (Fernsehserie)
- 2020–2021: Fear the Walking Dead (Fernsehserie, 10 Folgen)
- 2021: Ein Junge namens Weihnacht (A Boy Called Christmas)
- 2022: Boo, Bitch (Fernsehserie, 8 Folgen)
- 2022: Only Murders in the Building (Fernsehserie, 5 Folgen)
- 2022: Gigi & Nate
- 2023: The Family Plan
- 2024: Please Don't Feed the Children